# Gaia Weiss

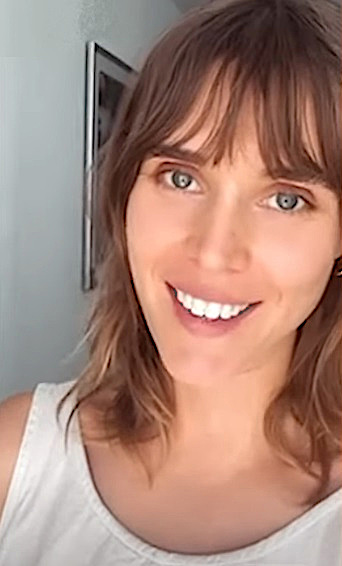
Weiss nel 2024

Gaia Weiss (Parigi, 30 agosto 1991) è una modella e attrice francese.

## Biografia
Gaia Weiss è nata da una famiglia ebraica franco-polacca e parla correntemente inglese, francese, italiano, polacco, tedesco ed ebraico. La Weiss ha un fratello minore, Auriel, anch'egli modello. All'età di tre anni ha cominciato a praticare il balletto diventando un'abile ballerina. Conclude gli studi diplomandosi nel 2009 al Lycée Montaigne di Parigi per intraprendere la carriera di attrice e modella. La Weiss ha frequentato la London Academy of Music and Dramatic Art e ha cominciato a recitare nel 1999, esibendosi più tardi in alcuni dei più celebri teatri d'Europa. A Parigi frequenta invece il Théâtre Rive Gauche, dove acquista ancora più notorietà. È scritturata sotto l'agenzia francese per attori Adéquat, e attualmente vive a Londra insieme al fidanzato Sean Biggerstaff. L'attrice-modella ha più volte affermato durante interviste che, appena può, torna dalla famiglia a Parigi per isolarsi dalla moltitudine di impegni. Nel settembre del 2014 è stata ospite a Milano durante la settimana della moda insieme a Roberto Cavalli.

## Filmografia

### Attrice

#### Cinema
- La nuit, regia di Joffrey Monteiro-Noël - cortometraggio (2012)
- Bianca come il latte, rossa come il sangue, regia di Giacomo Campiotti (2013)
- Mary Queen of Scots, regia di Thomas Imbach (2013)
- Hercules - La leggenda ha inizio (The Legend of Hercules), regia di Renny Harlin (2014)
- Les Profs 2, regia di Pierre-François Martin-Laval (2015)
- Overdrive, regia di Antonio Negret (2017)
- C'est beau la vie quand on y pense, regia di Gérard Jugnot (2017)
- Love In The Asylum, regia di Russell Owen - cortometraggio (2018)
- Alien: Containment, regia di Chris Reading - cortometraggio (2019)
- We Are Boats, regia di James Bird (2018)
- Judy, regia di Rupert Goold (2019)
- Méandre, regia di Mathieu Turi (2020)
- The Bunker Game, regia di Roberto Zazzara (2022)

#### Televisione
- Vikings – serie TV, 13 episodi (2014-2015)
- Outlander – serie TV, episodio 2x04 (2016)
- I Medici – serie TV, episodio 3x03 (2019)
- La Révolution – miniserie TV, 8 puntate (2020)
- Maria Antonietta (Marie Antoinette) – serie TV, 4 episodi (2022)
- The Gentlemen – serie TV, 3 episodi (2024)
- Storia della mia famiglia – serie TV (2025)

### Doppiatrice
- Assassin's Creed: Valhalla – videogioco (2020)

## Doppiatrici italiane
Nelle versioni in lingua italiana delle opere in cui ha recitato, Gaia Weiss è stata doppiata da:
- Mattea Serpelloni in The Gentleman, Judy
- Maria Giulia Ciucci in Hercules - La leggenda ha inizio
- Domitilla D'Amico in Overdrive
- Isabella Cortese in Vikings
- Claudia Catani ne I Medici
- Selvaggia Quattrini ne La Révolution
- Valentina Favazza in The Bunker Game
- Federica De Bortoli in Maria Antonietta